# بيت الكوابيس
بيت الكوابيس هو فيلم رعب تركي من إنتاج عام 2006، من أخراج المنتج والمخرج التركي جاغان إرمارك. يتكون من 13 حلقة عن بيت أو قصر كبير وغامض في الغابات التركية لا يسكنه أحد ولايوجد بجنبه بيوت. تم عرضه على MBC1 في ديسمبر 2008.

## حلقات بيت الكوابيس
1. المطاردة (الممثلين: فكرت كوشكان، جهان أوقان)
2. الرقصة الأخيرة (O: خوميرة، ياتكين ديكينسيلر)
3. أوهام غسان (O: جيتين تيكندور، أوقان يالابيك)
4. غريبة عن أهلها (O: زهال غينجر، جولر أوكتين)
5. Kaçan Fırsatlar Limited (O: ليفينت أوزمسزو، علي دوشنكالكار)
6. قادم من الظلام (O: رضا كوجا أوغلو، سراب ساغلار)
7. سررت بعودتك (O: شريف سيزر، غيرجيك ساغلار)
8. الساحرة العجوز (O: روجان كاليشكور، فوسون كوشتاك)
9. Gece Gelen Arkadaşlar (O: عائشة نيل ساملي أوغلو، دفريم ناش)
10. Seni Beklerken (O: ميليسا سوزين، سنان توزكو)
11. Onlara Dokunmak (O: إيغيت أوزينير، Deniz Türkali)
12. Bir Kış Masalı (O: خوليا كوجيغيت، أيهان كافاس)
13. Uyur Gezerler (O: أميد جيراك، دريا درماز)